# MozaIQ
MozaIQ (Mozaik) je digitalni medijski portal Mense Srbije. Prvi broj je izašao aprila 1998. godine. Primarno pokriva naučno popularne teme iz oblasti geografije, istorije, nauke i svetske kulture. Bilten Mense Srbije se, izdvojen od časopisa, distribuira članovima u PDF formatu. 

## Istorija
MozaIQ je osnovan 1998. godine, kao bilten Mense Jugoslavije. Tada je pokrivao samo dešavanja i informacije unutar Mense. Godine 2004. osnovno ime "Bilten Mense Jugoslavije" je pomenjeno u "MozaIQ", dok je glavni i odgovorni urednik bila Maja Šahbaz. Za to vreme je u MozaIQ-u započelo objavljivanje članaka iz raznih tema. Godine 2008, Igor Jeremić postaje glavni i odgovorni urednik, i unapređuje ga grafički. Dramaturg i reditelj Tadija Miletić preuzima mesto glavnog i odgovornog urednika na samom kraju 2014. godine. On formira stalnu redakciju, uvodi stalne rubrike, obogaćuje sadržaj i dizajn, modernizuje časopis formirajući digitalno prisustvo i osamostaljuje Bilten Mense Srbije, izdvajajući ga iz sadržaja časopisa. Takođe pokreće proces verifikacije časopisa kao javno glasilo Mense Srbije. Nakon što urednik postaje Nemanja M. Angelovski, časopis ne izlazi u štampanom formatu več isključivo postoji kao digitalni portal. 

## Redakcija
Trenutni glavni i odgovorni urednik je Nemanja M. Angelovski od 2022. godine. Grafički urednik je Ana Radulović, lektori Darko Kojić, Vladimir B. Perić i Nevena Milosavljević a članovi uredništva Nataša Aćimović Knežević, Daniel David i Marijana Nikolić.
Glavni i odgovorni urednik časopisa MozaIQ tokom uredništva Tadije Miletića su bili Ljiljana Đerić kao grafički urednik, a članovi redakcije su bili Igor Mitić, Nikola Komazec, Milica Bošnjak Kiralj, Aleksandra Borović, Nataša Filipović i Sara Tvrdišić, uz veliki broj spoljnih saradnika i povremenih autora.

## Glavni i odgovorni urednici
Od formiranja MozaIQ-a kao samostalnog časopisa, četvoro članova Mense je bilo na poziciji glavnog i odgovornog urednika.
| Ime urednika          | Godine na funkciji |
| --------------------- | ------------------ |
| Maja Šahbaz           | 2004 - 2008        |
| Igor Jeremić          | 2008 - 2014        |
| Tadija Miletić        | 2014 - 2022        |
| Nemanja M. Angelovski | 2022 -             |

## Spoljašnje veze
- Званични веб-сајт